# Wielkie Zajączkowo
Wielkie Zajączkowo – wieś w Polsce położona w województwie kujawsko-pomorskim, w powiecie świeckim, w gminie Dragacz.
W latach 1975–1998 miejscowość administracyjnie należała do województwa bydgoskiego. Według Narodowego Spisu Powszechnego (III 2011 r.) liczyła 280 mieszkańców. Jest dziesiątą co do wielkości miejscowością gminy Dragacz.

## Historia
Wieś powstała w 1365 roku na prawie chełmińskim. Początkowo stanowiła własność rycerską, następnie zakonną, a od XV w. królewską. W 1568 roku w miejscowości osiedlili się mennonici. Mieli oni za zadanie zagospodarować obszary w dolinie Wisły, która dotąd często była zalewana przez rzekę. Osiedlali się oni na tych ziemiach na prawie holenderskim. Oznacza to, że mogli oni czerpać zyski z tytułu dzierżawy, ale bez prawa do własności ziemi i bez możliwości nabycia jej przez zasiedzenie. Kontrakty z osadnikami holenderskimi zawierano aż do 1780 roku. Do dziś po mennonitach przetrwało wiele ciekawych obiektów architektury drewnianej, m.in. dobrze zachowana chata drewniana z wystawką. W miejscowości znajdują się również resztki pomennonickiego cmentarza.